# Асан (Кезький район)
Аса́н (рос. Асан) — присілок у складі Кезького району Удмуртії, Росія.

## Населення
Населення — 30 осіб (2010; 50 в 2002).
Національний склад станом на 2002 рік:
- удмурти — 100 %

## Урбаноніми
- вулиці — Лісова, Молодіжна